# 4574 Yoshinaka
4574 Yoshinaka è un asteroide della fascia principale. Scoperto nel 1986, presenta un'orbita caratterizzata da un semiasse maggiore pari a 3,0011146 UA e da un'eccentricità di 0,0963561, inclinata di 8,69881° rispetto all'eclittica.